# Ночь короче дня
«Ночь коро́че дня» — шестой студийный альбом группы «Ария». Выпущен в 1995 году спустя 4 года после выхода альбома «Кровь за кровь». Столь большой интервал связан с распадом СССР и кризисом в стране. Во время работы над альбомом место гитариста Сергея Маврина занял Сергей Терентьев; «Ария» также пробовала записываться с другим вокалистом, но в итоге Валерий Кипелов остался в группе.

## История создания
Альбом был записан после длительного раскола в группе, в результате которого Валерий Кипелов заявил, что покидает её. Вслед за ним из группы ушёл Сергей Маврин, который не видел перспектив у «Арии» с другим вокалистом.
«Ария» начала запись с гитаристом Сергеем Терентьевым и вокалистом Алексеем Булгаковым (группа Легион), треки с вокалом Булгакова сохранились в качестве раритетов. Однако Булгаков не сработался с группой, он критиковал слишком жёсткие, по его мнению, тексты песен. По воспоминаниям самого Булгакова, у него возникли разногласия с Холстининым из-за текста песни «Уходи и не возвращайся», после чего его работа с «Арией» была приостановлена (при этом в итоговой версии текст песни всё же изменили). 
В итоге Александр Морозов, президент фирмы Moroz Records, настоял на возвращении Кипелова в группу. Место Маврина оказалось уже занято Терентьевым, в результате чего гитарист не смог вернуться и занялся созданием собственной группы. Хотя Маврин покинул «Арию» ещё до окончательной записи альбома, он указан соавтором двух песен на нём; также в песню «Паранойя» вошло сыгранное им вступительное соло.

### Авторство музыки песен «Возьми моё сердце» и «Зверь»
Эти песни написаны на одну мелодию в разном ритме. В самом альбоме авторами музыки «Зверя» значатся три сокомпозитора — Валерий Кипелов, Виталий Дубинин и Владимир Холстинин; а в «Возьми моё сердце» они же и Сергей Маврин.
Из книги «Ария. Легенда о динозавре» (2000): «Валерий Кипелов сочинил песню, которую просил оформить в духе песни Ooh La La In L.A. группы Slade из их альбома You Boyz Make Big Noize (1987). Однако подобный стиль не устраивал Дубинина, и некоторое время спустя он предложил версию, в которой сохранённая гармония Кипелова была аранжирована так, как в альбоме записана композиция «Зверь» (ещё прибавился дубининский припев). Общее собрание «арийцев» одобрило перемены, да и Валерий поначалу согласился с подобной трансформацией своего сочинения. Но спустя три месяца Кипелов всё же поднял вопрос о том, что новая версия («Зверь») его первоначальной песни ему не по душе. К этому времени Маврин придумал приятные гитарные ходы, и в результате всех описанных действий получилась песня „Возьми Мое Сердце“».
Однако, 29 октября 2020 года Валерий Кипелов в интервью прямо заявил о своём единоличном авторстве музыки композиции «Возьми моё сердце»: «Меня увольняли из группы (прим. — вышеописанный уход Валерия). Была тема, что это песня моя, я мог её забрать. Поэтому авторство песни “расписали“ на всех музыкантов, кто принимал участие в записи. Но в РАО (Российское авторское общество) авторство песни принадлежит мне. Это был хитрый ход, чтобы я не смог эту песню забрать». Слова Кипелова подтверждает официальный сайт РАО.
Группа «Ария» придерживалась версии соавторства четырёх сокомпозиторов «Возьми моё сердце» на своём официальном сайте, но в декабре 2022 года вышел сборник Арии Ballads и группа на своём официальном YouTube-канале подтвердила единоличное композиторство песни Кипеловым.
В 2014 году песня «Возьми моё сердце» заняла 107-е место в список «500 лучших песен „Нашего радио“», составленного на основе выбора радиослушателей.

## Тексты и смысл песен
- Песни «Возьми моё сердце» и «Зверь» написаны на одну мелодию в разном ритме, и планировались как связанная дилогия. Однако в текстах песен прямой связи нет, они являются отдельными произведениями[3]
- В песне «Ангельская пыль» упоминается героин, хотя на сленге наркоманов «ангельская пыль» — одно из названий фенциклидина. На самом же деле подразумевается, что главного героя песни погубил кокаин (он имеет прозвища «волосы ангела» или «прах ангелов»). Однако строчка «… вынет душу из тебя за кокаин» была признана совершенно неблагозвучной, поэтому было использовано слово «героин»[4].
- В октябре 1995 года, на концерте в Харькове, Валерий Кипелов заявил, что песня «Дух войны» была написана под влиянием советских фильмов «Чапаев» и «Неуловимые мстители».
- Песня «Король дороги» посвящена барабанщику группы Александру Манякину, который попал в серьёзную аварию на своём внедорожнике из-за превышения скорости[4]. Об этом свидетельствует представление песни Кипеловым на концерте «Сделано в России»: «Песня посвящается нашему барабанщику, отчаянному гонщику на машине!».
- Песня «Ночь короче дня» была написана Виталием Дубининым в 1990 году и могла бы быть выпущена в альбоме «Кровь за кровь» (1991 г.), но тогда её посчитали слабой. Позже в работе над композицией принял участие Владимир Холстинин; композиция была основательно доработана, к ней был написан другой припев и она стала заглавной в данном альбоме группы[4].

## Список композиций
Все тексты написаны Маргаритой Пушкиной.
| №  | Название                 | Музыка                                                                  | Английское издание        | Длительность |
| -- | ------------------------ | ----------------------------------------------------------------------- | ------------------------- | ------------ |
| 1. | «Рабство иллюзий»        | Виталий Дубинин, Владимир Холстинин                                     | Slavery of Illusions      | 5:51         |
| 2. | «Паранойя»               | Дубинин                                                                 | Paranoia                  | 4:59         |
| 3. | «Ангельская пыль»        | Дубинин, Холстинин                                                      | Angel Dust                | 6:00         |
| 4. | «Уходи и не возвращайся» | Дубинин                                                                 | Leave and Don't Return    | 3:51         |
| 5. | «Король дороги»          | Дубинин, Холстинин                                                      | King of the Road          | 4:17         |
| 6. | «Возьми моё сердце»      | Валерий Кипелов либо Валерий Кипелов, Сергей Маврин, Холстинин, Дубинин | Take My Heart             | 4:06         |
| 7. | «Зверь»                  | Дубинин, Кипелов, Холстинин                                             | Beast                     | 3:44         |
| 8. | «Дух войны»              | Дубинин                                                                 | Spirit of War             | 4:58         |
| 9. | «Ночь короче дня»        | Дубинин, Холстинин                                                      | Night Is Shorter Than Day | 7:14         |

## Участники записи
- Валерий Кипелов — вокал.
- Владимир Холстинин — гитара.
- Сергей Терентьев — гитара.
- Виталий Дубинин — бас-гитара, бэк-вокал.
- Александр Манякин — ударные.
- Сергей Маврин — соло-гитара (2), акустическая гитара (3, 6).[4]
- Александр Мясников — клавишные.
- Маргарита Пушкина — тексты.
- Запись студии АРИЯ Records.
- Звукоинженеры — Владимир Холстинин и Виталий Дубинин.
- Мастеринг — Андрей Субботин, студия Saturday Mastering.
- Менеджмент — Ария.
- Художник — Василий Гаврилов.
- Фотограф — Надир Чанышев.
- Компьютерный дизайн — Павел Семенов.

## Клип к альбому
- «Возьми моё сердце» (1995)